# Oriane Bertone
Oriane Bertone (* 10. März 2005 in Nizza, Frankreich) ist eine französisch-italienische Sportkletterin. In der Altersklasse U16 war sie in den Disziplinen Lead und Bouldern französische Meisterin, Weltmeisterin und Europameisterin. Als Erwachsene gewann sie mehrere Wettbewerbe im IFSC Kletterweltcup und war dreimal französische Meisterin. Bertone nahm an den Olympischen Spielen 2024 teil, bei denen sie den 8. Platz in der Kletterdisziplin Kombination erreichte. Im Alter von 12 Jahren (2018) gelang ihr als jüngste Person überhaupt, einen Boulder der Schwierigkeit 8B/+ zu klettern (Golden Shadow in Rocklands Südafrika).

## Leben
Oriane Bertone wurde am 10. März 2005 in Nizza geboren. Ihr Vater ist Italiener und ihre Mutter Französin. Sie hat eine Zwillingsschwester und einen jüngeren Bruder. Die Familie siedelte 2009, als Oriane fünf Jahre alt war, auf die Insel La Reunion um. Im Alter von sechs bis acht Jahren betrieb sie die Kampfsportarten Judo und vor allem Ringen. Ihre Eltern waren berufstätig und konnten sich, als Oriane ungefähr sieben Jahre alt war, in den Ferien nicht um die Kinder kümmern. Sie schrieben alle drei in ein Ferienlager ein, das auch Klettern im Programm hatte. Dem Kletterlehrer fiel die Begabung aller drei „Bretonekinder“ auf und ermutigten die Eltern, die Kletterbegabung der Kinder zu fördern.
In der Folgezeit begann die gesamte Familie mit dem Klettern und die Eltern entwickelten sich zu den wichtigsten Kletterlehrern von Oriane und ihren Geschwistern. Oriane begeisterte sich vor allem für das Bouldern. Seit ihren achten Lebensjahr trainiert Oriane viel mit ihrer Zwillingsschwester, die auch eine erfolgreiche Kletterin wurde. Sie flogen für Kletterwettkämpfe häufig gemeinsam in das französische Mutterland, wo sie auch die Sommermonate Mai bis September verbrachten. Den Schulunterricht zur Mittleren Reife (brevet des collèges) verfolgten sie hierbei per Fernunterricht.
Seit 2024 ist Oriane Bertone Mitglied der französischen Armée des champions, die den Landstreitkräften zugeordnet ist. Etwa 200 französische Spitzensportler werden unter der Schirmherrschaft des Verteidigungsministeriums im Bataillon de Joinville zusammengefasst, das wiederum dem Centre national des sports de la Défense zugeordnet ist.
Nach der Teilnahme an den Olympischen Sommerspielen 2024 in Paris litt Bertone an einen Burn-out Syndrom. In einem Interview, das sie fünf Monate nach den Spielen gegeben hatte, erzählte sie: „Nach den Spielen habe ich anderthalb Monate lang eine totale Pause eingelegt. Ich habe keinen einzigen Griff angefasst, ich hatte keine Lust, es war unmöglich! Ich war wirklich unfähig, an das Klettern zu denken, ich konnte nicht einmal die Wettbewerbe anschauen…“. Nach dieser Auszeit fing sie langsam wieder an zum Spaß zu Klettern, wobei sie primär im Freien kletterte.

## Felsklettern
Im Jahr 2015, mit 9 Jahren und nur 1,5 Jahre nachdem sie mit dem Klettern begonnen hatte, kletterte Oriane Bertone in den südafrikanischen Rocklands ihren ersten Boulder der Schwierigkeit 8A (The Hatchling). Bis 2018 gelangen ihr 45 Routen dieser Schwierigkeit. Im Alter von 11 Jahren kletterte sie ebenfalls in Rocklands den Boulder Fragile Steps (8A+/8B) und kurz darauf auf La Reunion den Boulder Psychopad (8B). Mit 12 Jahren kletterte sie in Rocklands Golden Shadow (8B/+). Sie war der jüngste Mensch dem ein Boulder dieser Schwierigkeit gelang.
Bertone war auch in Sportkletterrouten erfolgreich. Auf La Reunion kletterte sie mit 13 Jahren im Klettergebiet Ouaki die Routen Pari (8b+/c) sowie dessen Variante Chykungunya (8c/8c+). Letztere wertete sie auf 8c ab; die Schwierigkeit 8c+ wurde jedoch durch spätere Wiederholer bestätigt. Sie wiederholte diese Leistung zwei Jahre später, als sie im Klettergebiet Saint-Léger-du-Ventoux eine neue Linie der Schwierigkeit 8c+ eröffnete. Sie verband hierbei den unteren Teil der Route Panonoramix (8c) mit dem Oberen der Route Mur des Cyclopes (8b+).
Ihren bislang schwersten Boulder kletterte Bertone im Mai 2020 im Bouldergebiet Fontainebleau: Satan i Helvete mit Tiefstart (Stand 2025). Nach dem Griffausbruch des alten Tiefstarts im Jahr 2013 war dies die erste Wiederholung der Tiefstartvariante. Bertone bewertete den Boulder mit 8C. Die Schwierigkeit wurde von späteren Wiederholern bestätigt.

## Kletterwettkämpfe

### Junioren-Wettkämpfe
Im Alter von 11 Jahren gewann Bertone in allen drei Kletterdisziplinen Bouldern, Lead und Speed den 2016 von der FFME ausgetragenen Jugendwettbewerb Tournoi National Poussines in der Altersklasse poussines (Küken). 2017 wiederholte sie den Erfolg in der Altersklasse benjamines (entspricht der D-Jugend) in den Disziplinen Bouldern und Lead. Im Jahre 2018 wurden die Jugendwettkämpf des FFME umorganisiert und Bertone wurde mit 14 Jahren erstmals französische Jugendmeisterin in den Disziplinen Bouldern und Lead. Sie wiederholte diesen Erfolg 2019 in der Altersgruppe minimes (entspricht der B-Jugend) in der Disziplin Bouldern. Sie kletterte alle acht Boulder der Qualifikation sowie die drei Boulder des Finales im ersten Versuch.
Seit 2019 nimmt Oriane Bertone an internationalen Wettkämpfen teil. So nahm sie 2019 am Europäischen Jugendcup (European Youth Cup) teil, den sie in der Disziplin Lead nach Siegen in Ostermundigen (23/06/2019) und Saint-Pierre-en-Faucigny (30/06/2019) gewann. In der Disziplin Bouldern wurde sie im selben Wettbewerb Zweite nach Siegen in Soure (28/04/2019) und Graz (12/05/2019). Weiter gewann sie in Arco (31/08/2019) die Jugendweltmeisterschaften (IFSC Youth World Championships) in den Disziplinen Bouldern und Lead. Schließlich gewann sie noch die Europäischen Jugendmeisterschaft (European Youth Championships) in Bouldern (Brixen, 22/09/2019) und Lead (Woronesch, 20/10/2019).
Das Jahr 2020 musste Bertone verletzungsbedingt auf Wettkämpfe verzichten – mit der Ausnahme der französischen Jugendmeisterschaften in La Baconnière (29/02/2020). Dort belegte sie in der Altersgruppe minimes den ersten Platz in der Disziplin Bouldern.

### Wettkämpfe
Im Jahr 2021 wurde Bertone, obwohl sie erst 16 Jahre alt war, in den französischen Nationalkader aufgenommen. Bei ihrer ersten Teilnahme an einem Kletterweltcup im April 2021 in Meiringen wurde sie Zweite in der Disziplin Bouldern. In derselben Disziplin wurde sie in Salt Lake City erst Zweite (23/05/2021) und eine Woche später (31/05/2021) Vierte. Mit diesem Ergebnis sicherte sich den dritten Platz im Gesamtweltcup in Bouldern.
Das Jahr 2022 begann für Bertone mit einem vierten und zweiten Platz beim Kletterweltcup in Meiringen (10/04/2022) beziehungsweise in Seoul (08/05/2022) in der Disziplin Bouldern. Danach wurde sie Zweite im Bouldern bei der französischen Meisterschaft in Laval (05/06/20222). Bei der Klettereuropameisterschaft in München (14/08/2022) belegte sie schließlich den dritten Platz im Bouldern.
Am 4. Juni 2023 gewann sie in Prag erstmals einen Boulderweltcup-Wettbewerb nachdem sie zuvor in Salt Lake City (30/04/2023) und Seoul (22/05/2023) „nur“ Zweite geworden war. Bei der Kletterweltmeisterschaft 2023 in Bern gewann sie die Silbermedaille im Bouldern. Am 29. Oktober 2023 sicherte sich Bertone mit ihrem Sieg am europäischen Qualifikationswettkampf in Laval das Ticket für die Olympische Sommerspiele 2024 in Paris. Dort belegte sie in der Disziplin Bouldern & Lead den 8. Rang.
Bei ihrem ersten Wettkampf nach den Olympischen Spielen gewann Bertone in Anse zum dritten Mal in Folge die französischen Meisterschaft im Bouldern (09/02/2025). Bei der Militärweltmeisterschaft in Luzern im März 2025 gewann sie Gold im Bouldern. Im Boulderweltcup 2025 erreichte sie in Keqiao (20/04/2025), wo sie die Qualifikation und das Halbfinale dominiert hatte, sowie in Curitiba (18/05/2025) jeweils den zweiten Platz. In Curitiba verpasste sie die Goldmedaille um einen Versuch. Den Boulderweltcup in Prag (08/06/2025) gewann sie, nach dem wegen schlechten Wetters das Finale abgesagt werden musste und die Platzierung des Halbfinales gewertet wurde. Nach ihrem zweiten Platz in Innsbruck (27/6/2025) gewann sie den Gesamtweltcup im Bouldern 2025.

## Erfolge Felsklettern (Auswahl)

### Boulder
8C
- Satan I Helvete – Bas, Fontainebleau (Frankreich) – 2020[15]

8B+

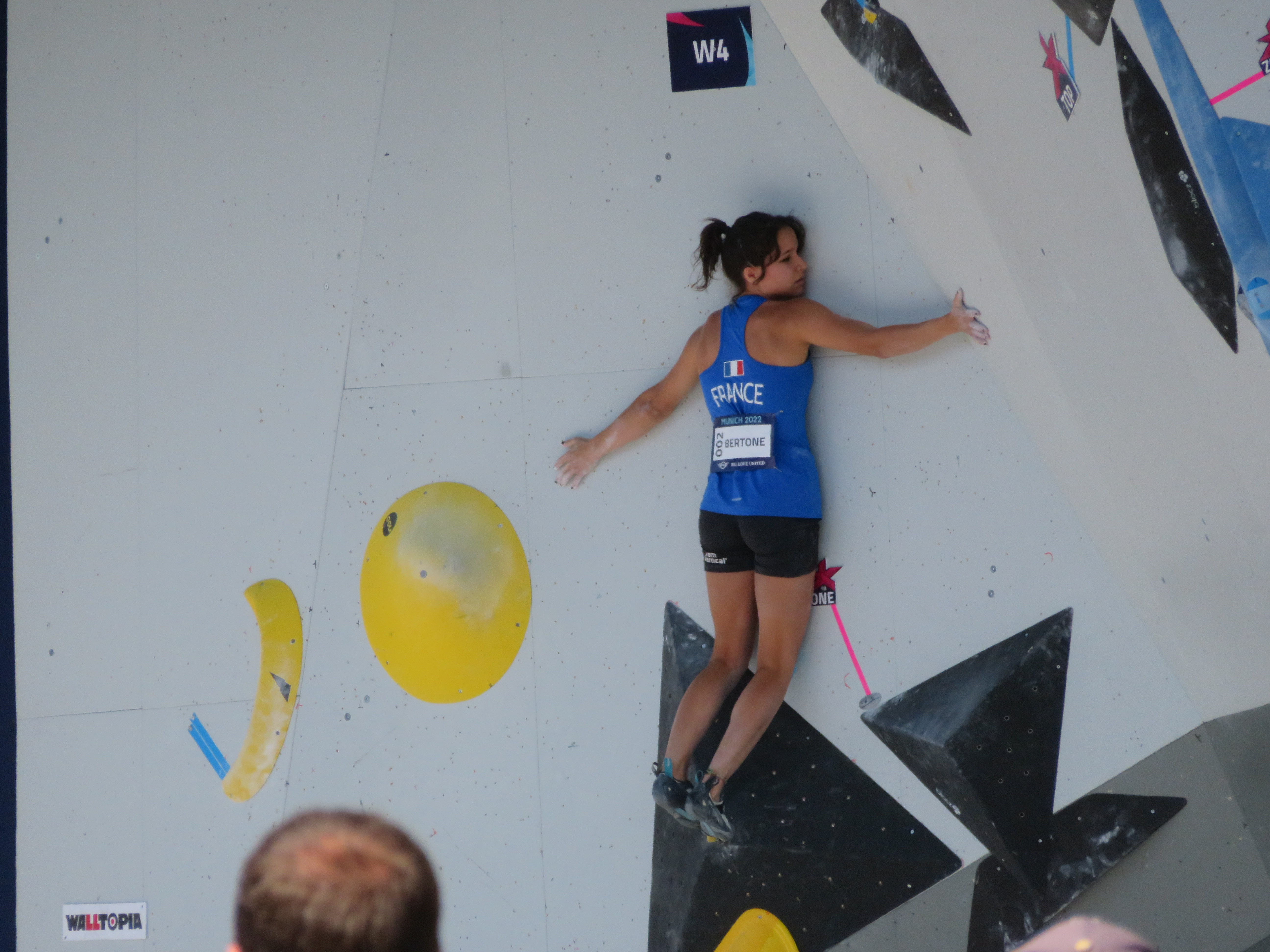
Oriane Bertone bei der Europameisterschaft 2022 in München

- Super Tanker – Fontainebleau (Frankreich) – 2021[38]
- Golden Shadow – Rocklands (Südafrika) – 2018

8B
- Fata I Helvete – Fontainebleau (Frankreich) – 2020
- Agamemnon – Rocklands (Südafrika) – 2020
- Leopard cave extended – Rocklands (Südafrika) – 2020
- Ray of light – Rocklands (Südafrika) – 2020
- Bio Affinity – Rocklands (Südafrika) – 2019[39]
- The master Key – Rocklands (Südafrika) – 2019
- Trafic – Fontainebleau (Frankreich) – 2018
- Le Spartiate direct assis – Réunion – 2018
- Fragile Steps – Rocklands (Südafrika) – 2017
- Psychopad – Réunion (Frankreich) – 2017

8A
- Tall of a Caracal – Rocklands (Südafrika) – 2019 – Onsight

### Sportklettern
8c+
- Panonoramix et les cyclopes – Saint Léger (Frankreich) – 2020[40]

8c
- Panonoramix – Saint Léger (Frankreich) – 2020[40]
- Stay Kratom, stay home – Saint Léger (Frankreich) – 2020
- Chykungunya – Réunion (Frankreich) – 2018

8a
- Gira Vuelta – Finale Ligure (Italien) – Flash